# Javiera Toro Cáceres
Javiera Toro Cáceres, née le 10 octobre 1987 à Santiago, est une avocate et femme politique chilienne, actuelle ministre du Développement social et de la Famille depuis 2023.
De 2022 à 2023, elle est ministre des Biens nationaux.

## Biographie
Javiera Toro Cáceres nait à Santiago le 10 octobre 1987,  fille de Gustavo Toro Vega et María Cáceres Meza. Elle obtient son diplôme d'avocate à l'Université du Chili.
Elle travaille ensuite comme chercheuse à la « Fundación Nodo XXI » entre 2014 et 2016. Dans le privé, elle est associée du cabinet d' avocats Mauricio Tapia Legal Advisors (2013-2016), puis travaille chez Ferrada Nehme jusqu'en 2019.

## Parcours politique
Javiera Toro Cáceres commence son parcours politique en tant que coordinatrice de la campagne présidentielle de 2017 de la candidate Beatriz Sánchez.
En 2019, elle est l'une des membres fondatrices du parti Comunes, dont elle est présidente entre janvier 2019 et juillet 2020.
Lors des élections constituantes de 2021, elle est candidate sur le district n°11, soutenue par la coalition d'Approbation dignité et en tant que membre de Comunes, mais elle n'est pas élue.
Lors de l'élection présidentielle de 2021, Javiera Toro est membre de l'équipe stratégique de la campagne de Gabriel Boric.
En janvier 2022, elle est désignée ministre des Biens nationaux par le nouveau président Gabriel Boric et est investie immédiatement après lui le 11 mars suivant.